# Caledonisia xli
Caledonisia xli är en insektsart som beskrevs av Thierry Bourgoin 1997. Caledonisia xli ingår i släktet Caledonisia och familjen Meenoplidae. Inga underarter finns listade i Catalogue of Life.